# 南宁东站
南宁东站，当地市民常简称其为东站，位于中华人民共和国广西壮族自治区南宁市青秀区，是一座高度现代化的铁路客运站，是集高铁、普速、地铁、公交、长途客运于一体的综合交通枢纽。于2014年12月26日正式投入使用。
南宁东站由中国铁路南宁局集团有限公司管辖，主要办理动车组列车的客运业务。运营后，南宁东站将成为广西建设体量和旅客运输能力最大的高铁车站，并与既有南宁站互为补充。

## 建设过程

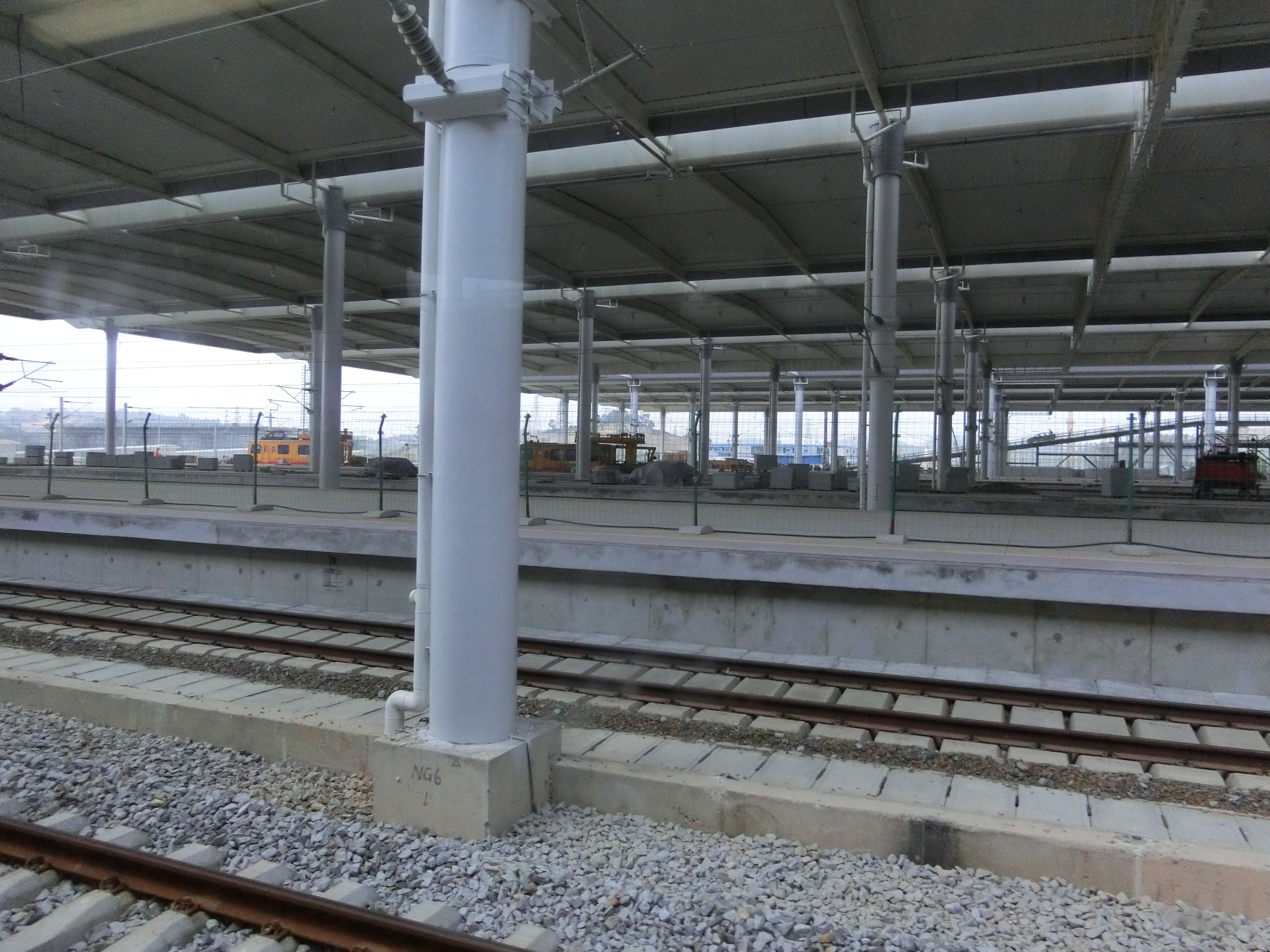
在建设中的南宁东站站房内部

- 2009年，铁道部与广西壮族自治区政府签署协议，决定建设南宁东站作为南宁的国际性铁路枢纽，并连接南宁轨道交通1号线、7号线。
- 2012年12月31日，南宁东站开始基础建设。
- 2013年7月11日，南宁东站的雨棚主体结构已经完成。
- 2013年底，南宁东站主站房完工。
- 2014年12月26日，南宁东站建成投入使用。

## 铁路车站

### 车站结构

#### 站房

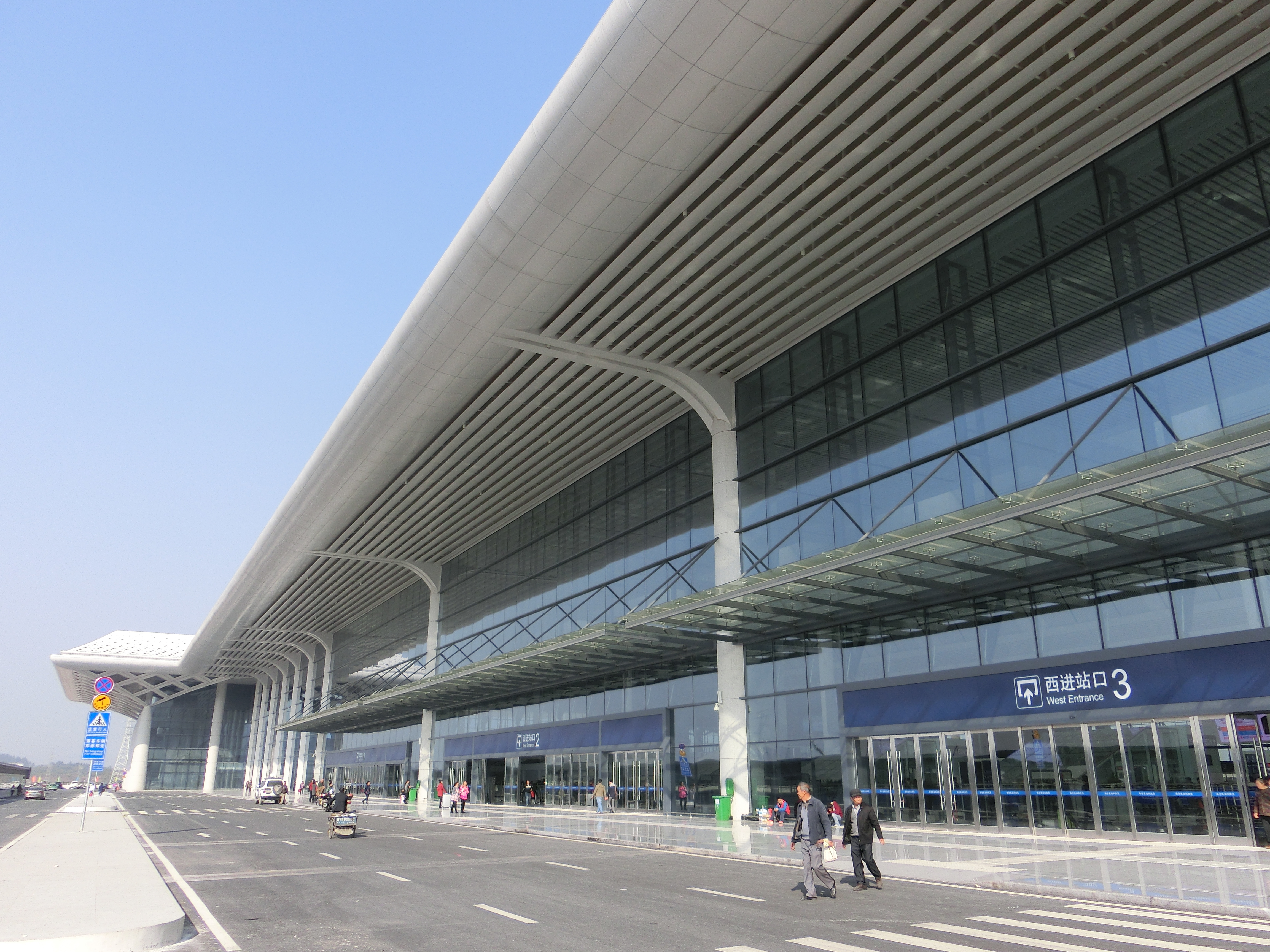
南宁东站西进站口 出租车下客

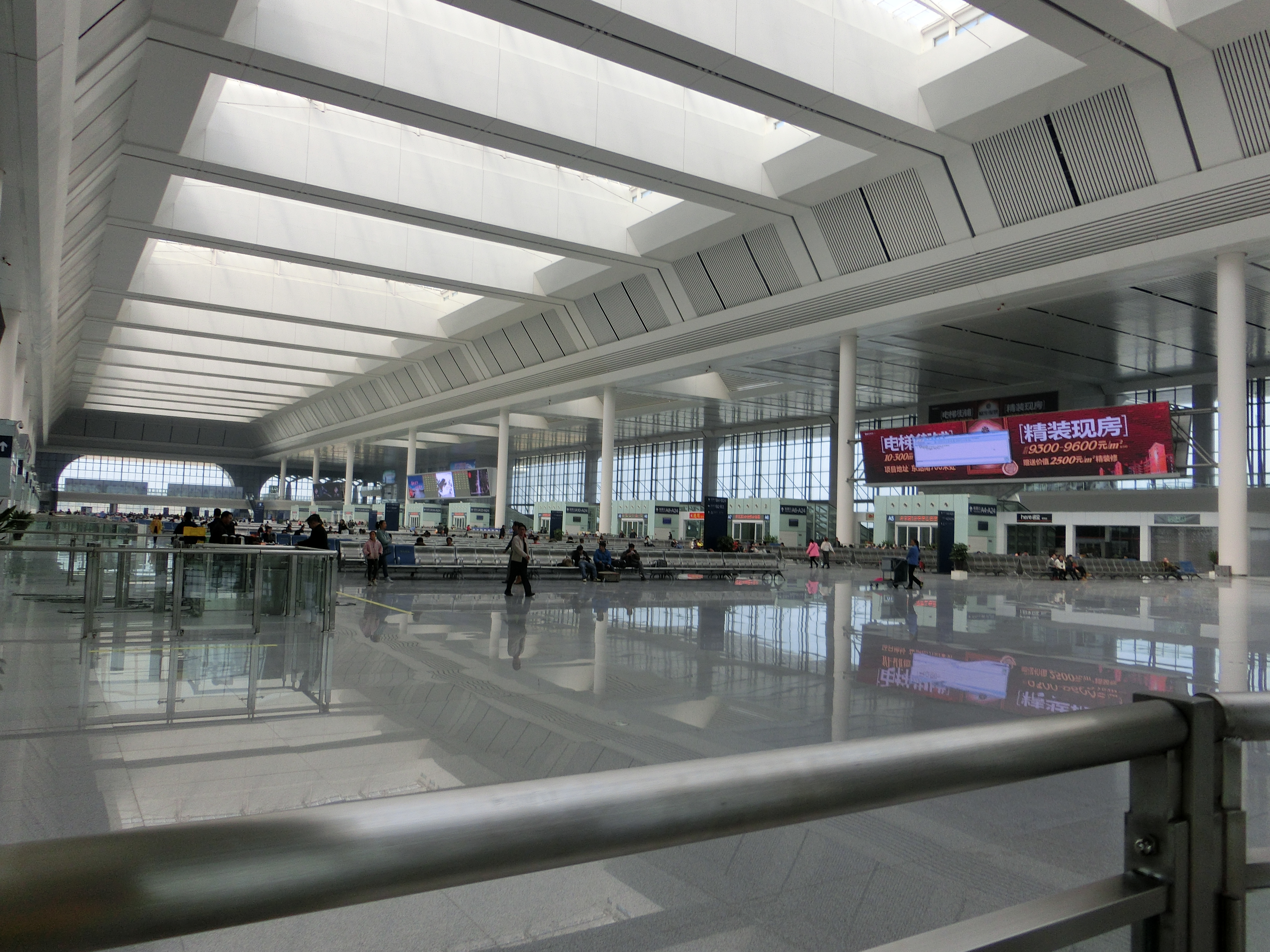
南宁东站站厅层

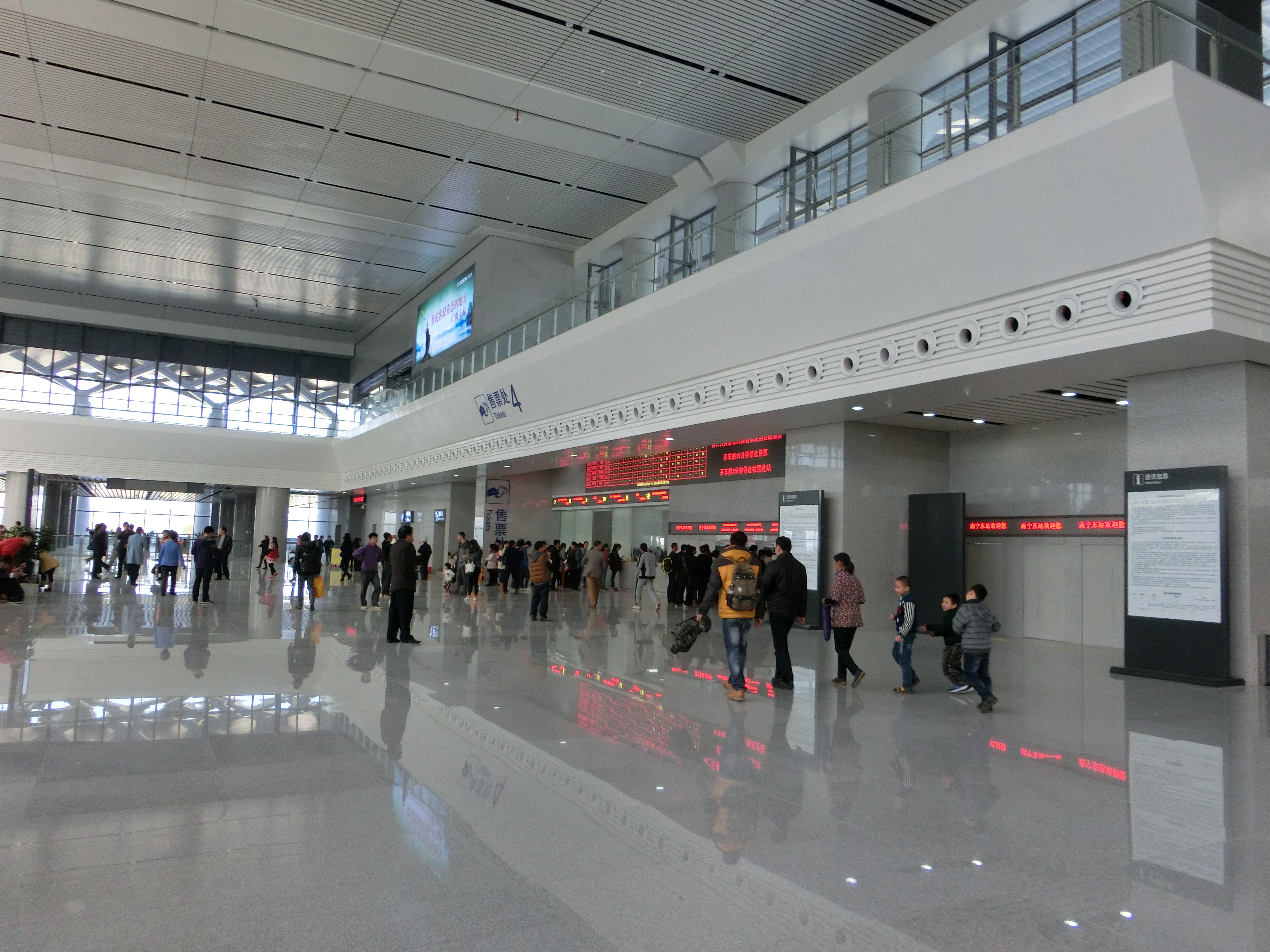
南宁东站售票4

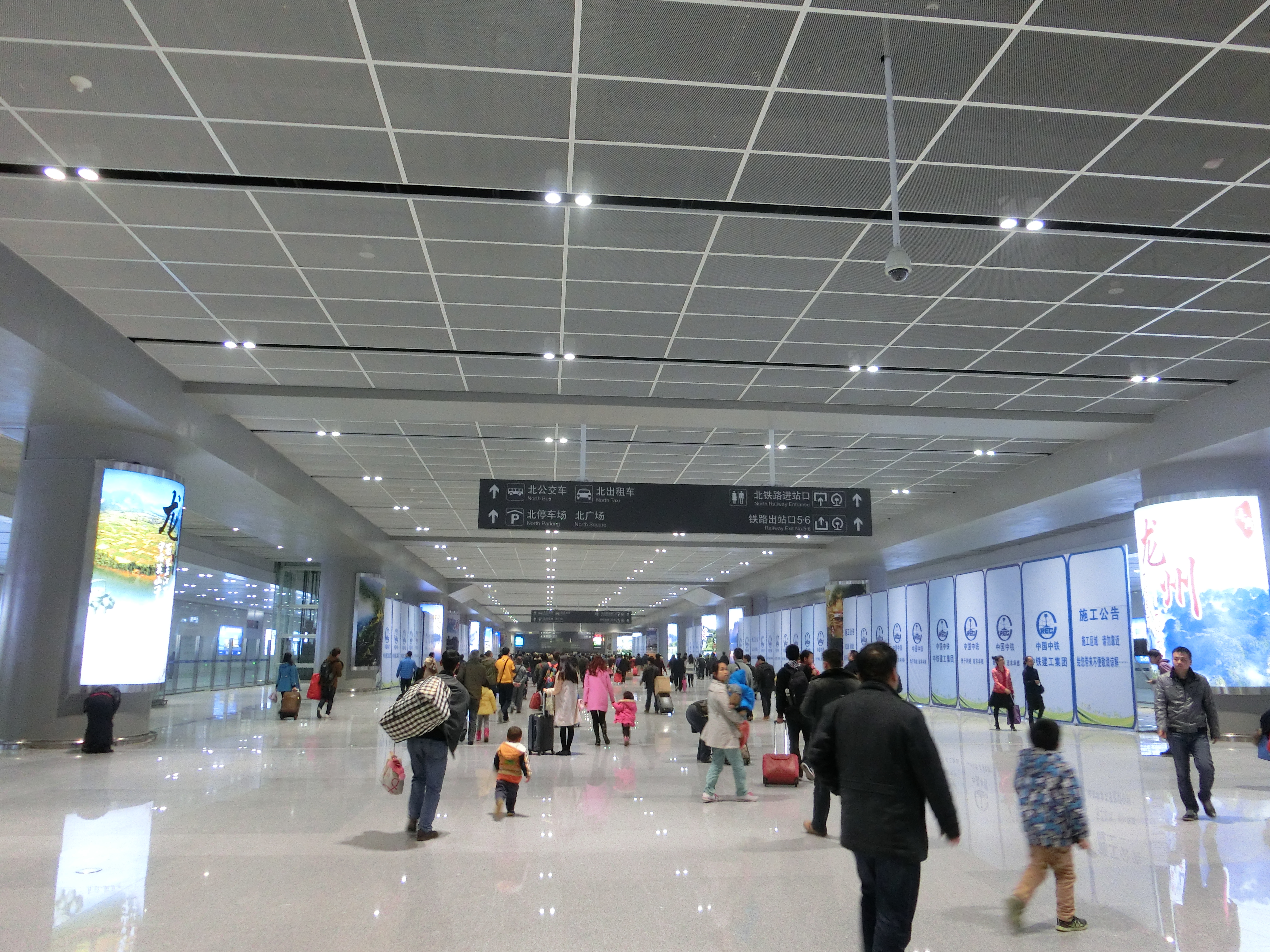
南宁东站到达层

铁路南宁东站站房总面积267471平方米，总建筑面积12万平方米，纯商业面积3.1万平方米，总投资60.7亿元。站房主体高48.25米，长约415米，宽196米，高架候车厅宽150米。
南宁东站整体造形以“南国大门、崛起绿城”为主题。基座采用廊桥造型，与上部柱廊相呼应，体现了广西骑楼的特色。上部库采用高低不同的三重檐屋顶组合方式，层层抬起，体现了新时期广西“乘势崛起”的特色；南北入口两侧巨柱饱满敦实，支撑中央屋顶，展现出“中国南大门”的恢弘气势；两翼柱廊的十二根立柱，则象征着广西的十二个世居民族；立柱顶部枝桠伸展，连成整体，屋顶菱形纹理网状交织，形如大树冠，枝繁叶茂的整体姿态，既展现出广西团结互助、众木成林的多民族和谐，又充分体现了南宁“绿城”的生态特色。
南宁东站也是南宁局技术设备最先进最完善的客运车站。该站采用大跨度钢结构、照明智能控制、空调通风系统、阳光板及电动遮阳蓬、虹吸与自然排水系统、能源管理系统等一大批低碳环保、节能减排技术，其中钢结构工程由站房钢结构和雨棚钢结构两部分组成，总用钢量约20845吨。
该站站房分为高架层、地面层和地下层共3层，其中候车大厅采用中央空调，设有4200张候车座椅和4块超大液晶显示屏，同时设有“刘三姐·南宁东站爱心区”。每座站台、南北进站大厅均设有步梯、电扶梯、电人直梯130座。高架候车层、站台屋进站大厅、地下出站层设有人工售票和自动售票处，共设自动售（取）票机90台。车站的高架层为出发层，社会车辆在该层下客，旅客进入车站购票后进入候车区。地面层为站台层，所有乘客均在此层乘坐列车，各站台均可通过自动扶梯、楼梯等到达高架二层候车区和地下一层到达层；地下一层为到达层，乘客抵达后，可从站台层下至到达层出站验票，完成出站验票手续后可换乘出租车或城市轨道交通。

#### 站场

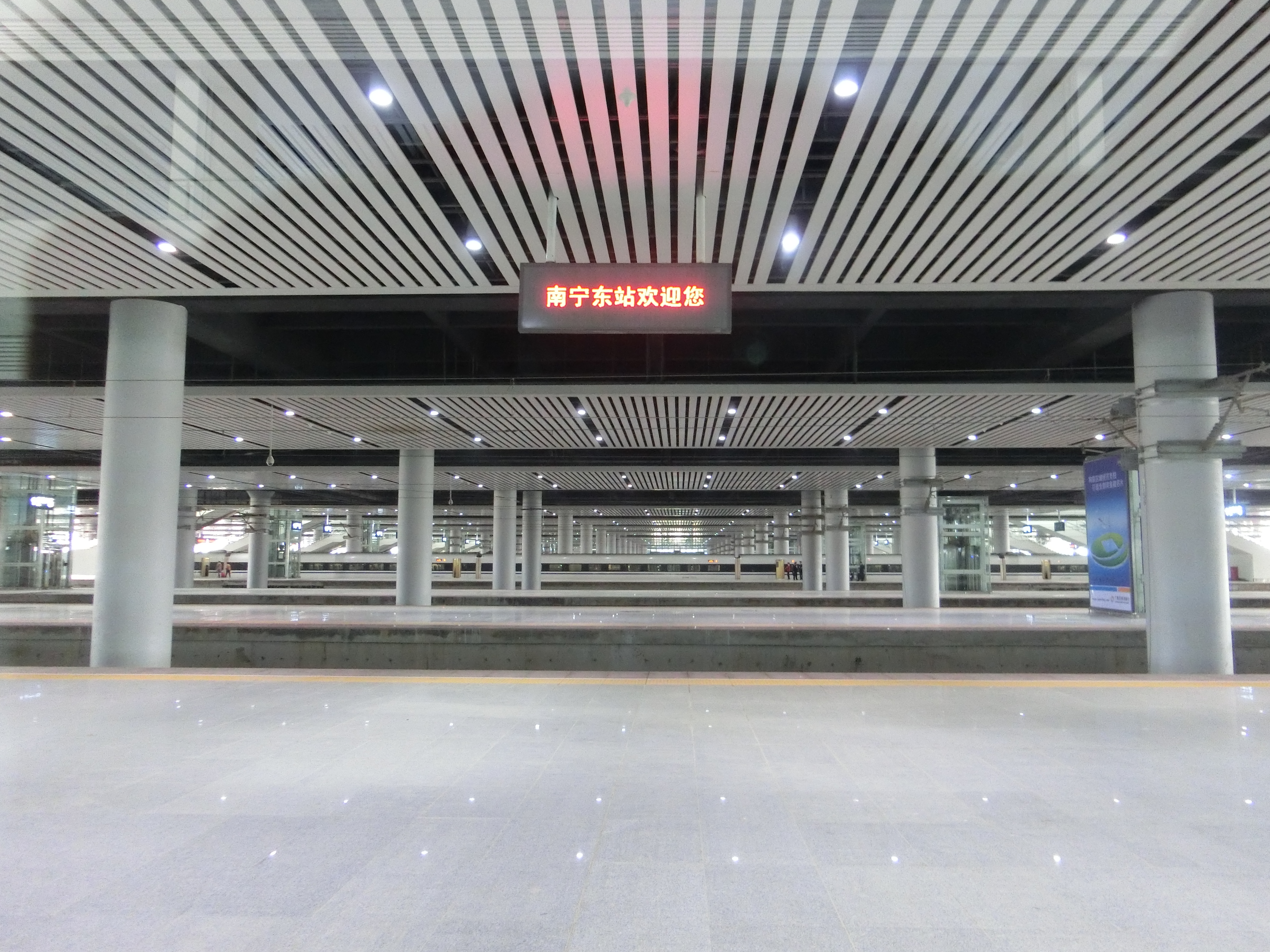
南宁东站站台层

车站设3个车场，13座站台，30条到发线，并引入湘桂铁路（与柳南城际铁路并线）、南广铁路和南钦铁路-贵南客运专线。

##### 南钦-贵南场

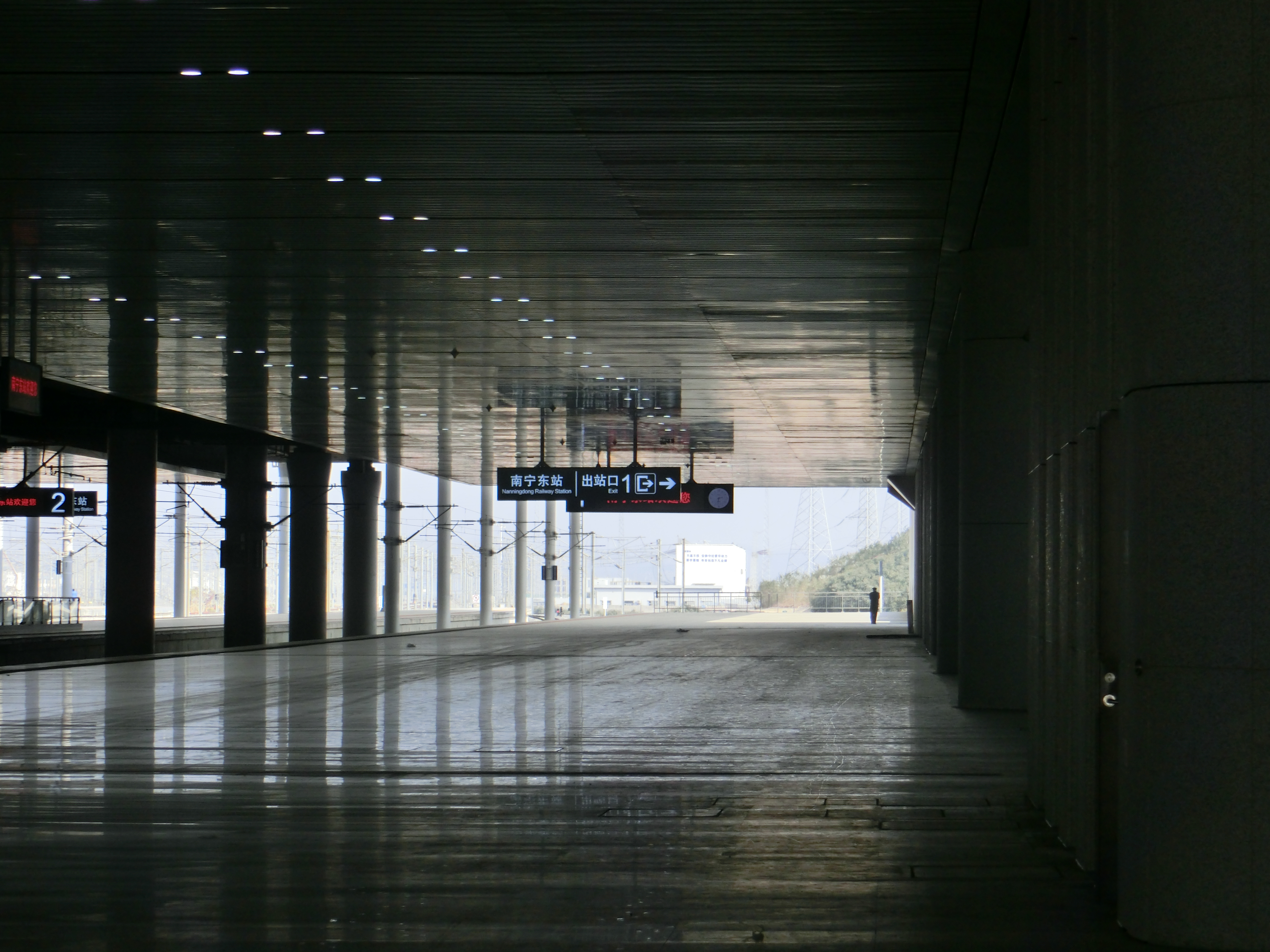
南宁东站1号站台

本场接发由南钦铁路和贵南客运专线方向的列车
| 北↑ |      |                        |  |
| 9道 | 7    | 到发线                 |  |
|     | 岛式 |                        |  |
| 8道 | 6    | 到发线                 |  |
| 7道 | 5    | 到发线                 |  |
|     | 岛式 |                        |  |
| 6道 | 4    | 到发线                 |  |
| 5道 | 无   | 南钦铁路钦州东方向     |  |
| 4道 | 无   | 贵南客运专线贵阳北方向 |  |
| 3道 | 3    | 到发线                 |  |
|     | 岛式 |                        |  |
| 2道 | 2    | 到发线                 |  |
| 1道 | 1    | 到发线                 |  |
|     | 侧式 |                        |  |
| 南↓ |      |                        |  |

##### 南广场

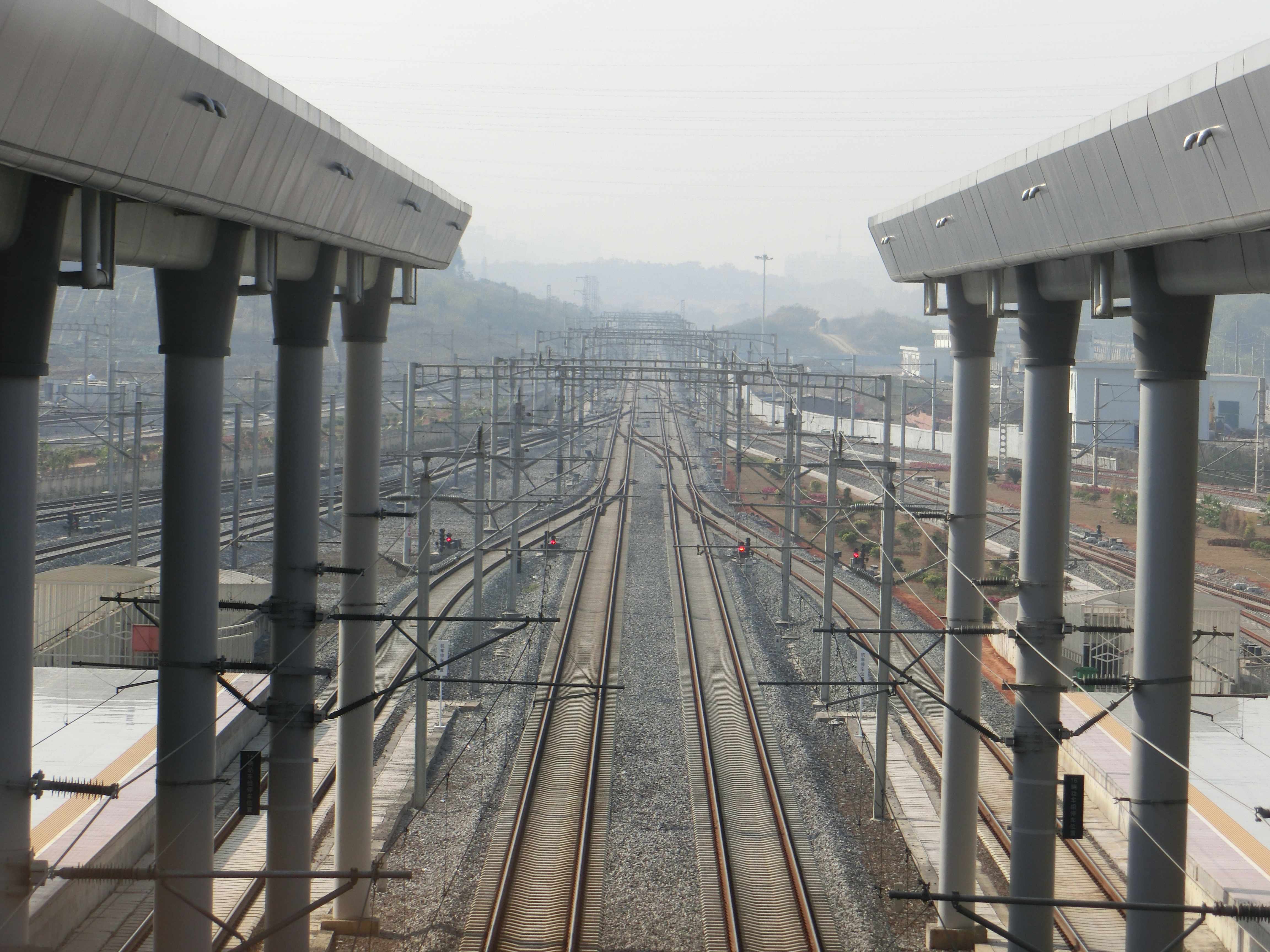
南广铁路南宁东站正线

本场接发由南广铁路方面的列车
| 北↑  |      |                    |  |
|      | 岛式 |                    |  |
| 20道 | 16   | 到发线             |  |
| 19道 | 15   | 到发线             |  |
|      | 岛式 |                    |  |
| 18道 | 14   | 到发线             |  |
| 17道 | 13   | 到发线             |  |
|      | 岛式 |                    |  |
| 16道 | 12   | 到发线             |  |
| 15道 | 无   | 南广铁路南宁方向   |  |
| 14道 | 无   | 南广铁路广州南方向 |  |
| 13道 | 11   | 到发线             |  |
|      | 岛式 |                    |  |
| 12道 | 10   | 到发线             |  |
| 11道 | 9    | 到发线             |  |
|      | 岛式 |                    |  |
| 10道 | 8    | 到发线             |  |
| 南↓  |      |                    |  |

##### 柳南场

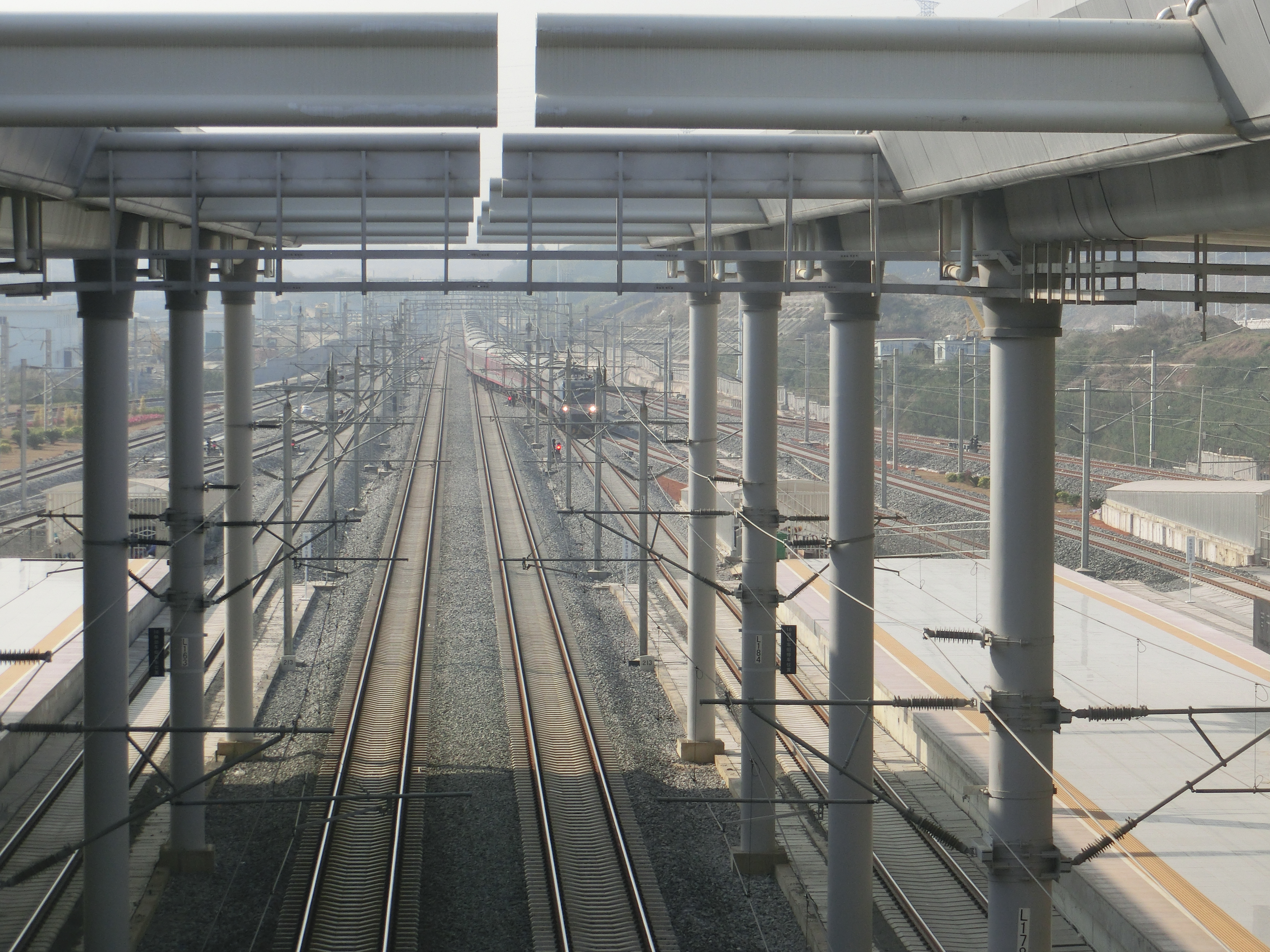
柳南城际铁路南宁东站正线

本场接发由柳南城际铁路（湘桂铁路）方面的列车
| 北↑  |      |                      |  |
|      | 侧式 |                      |  |
| 30道 | 24   | 到发线               |  |
| 29道 | 23   | 到发线               |  |
|      | 岛式 |                      |  |
| 28道 | 22   | 到发线               |  |
| 27道 | 21   | 到发线               |  |
|      | 岛式 |                      |  |
| 26道 | 20   | 到发线               |  |
| 25道 | 无   | 柳南城际铁路柳州方向 |  |
| 24道 | 无   | 柳南城际铁路南宁方向 |  |
| 23道 | 19   | 到发线               |  |
|      | 岛式 |                      |  |
| 22道 | 18   | 到发线               |  |
| 21道 | 17   | 到发线               |  |
|      | 岛式 |                      |  |
| 南↓  |      |                      |  |

#### 旅客列车目的地

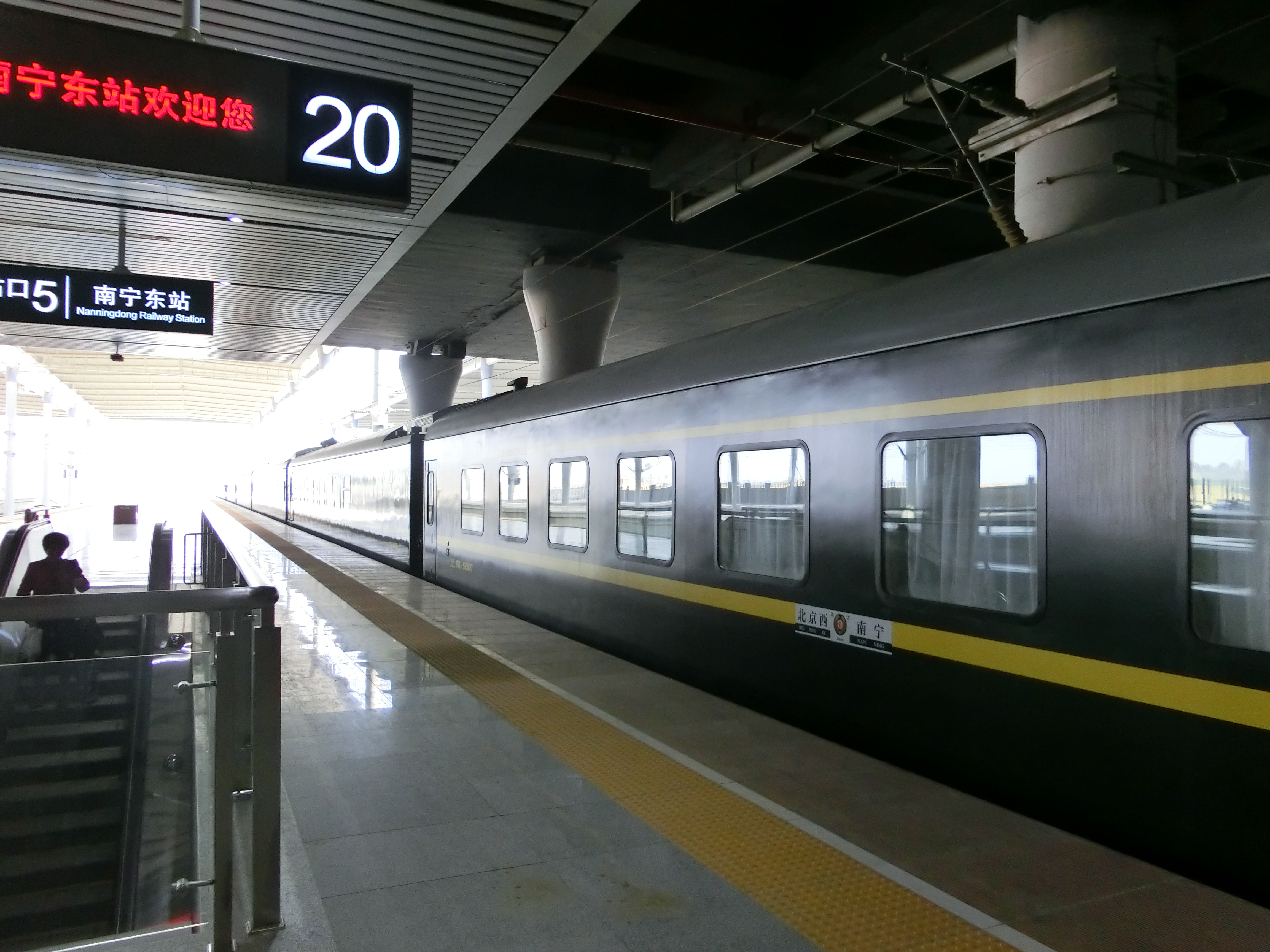
Z286次列车停靠

目前，南宁东站每天开行列车超过130对，以动车组为主。从南宁东站乘坐列车可前往广西境内11个地级市及中国19个一级行政区。
| 目的地地区 | 列车终到目的地                                                                                   |
| ---------- | ------------------------------------------------------------------------------------------------ |
| 华北地区   | 北京西站、石家庄站                                                                               |
| 中南地区   | 武汉站、广州站、广州南站、深圳北站、珠海站、香港西九龙站                                         |
| 华东地区   | 济南东站、上海虹桥站、南京南站、杭州东站、宁波站、福州南站                                       |
| 西南地区   | 贵阳北站、昆明南站、重庆西站、成都东站、大理站                                                   |
| 西北地区   | 西安北站                                                                                         |
| 广西区内   | 南宁站、桂林站、桂林北站、柳州站、北海站、梧州南站、贺州站、防城港北站、玉林站、百色站、三江南站 |

## 接驳交通

### 地铁
南宁轨道交通1号线在此站设站。

### 公交
乘客可在本站北广场换乘南宁公交B17路、28路、29路、B37路、56路、B82路、B83路、94路、209路、BK4路；南广场换乘B11路、29路、56路、105路、106路、209路、K6路、嘉和城-南宁东站专线等线路以及机场巴士等公交路线以及南宁轨道交通1号线。

## 未来规划
南宁东站南广场东侧设有在建的南宁凤岭综合客运枢纽站，预计于2018年建成投入使用。另外，根据《南广高铁经济带发展规划（2016—2025年）》，南宁东站将打造成经济圈，计划强化车站周边商业、商务办公、商贸服务、旅游集散等功能。预计到2020年，南宁东站可办理列车246对，其中始发179对，通过67对，日发送旅客11万人，高峰小时可发送旅客12106人。未来，本站还将成为南深高速铁路的西端终点站。